# Maggie Brzęczymucha
Maggie Brzęczymucha (oryg. The Buzz on Maggie) – amerykański serial animowany emitowany w latach 2005–2006 na kanale Disney Channel. Główną bohaterką jest nastoletnia muszka Maggie Pesky, mieszkająca z rodziną w owadzim mieście Stickyfeet.

## Opis fabuły
Maggie to energiczna i kreatywna dziewczyna, marząca o zostaniu gwiazdą muzyki rockowej, która jednocześnie stawia czoła typowym problemom okresu dorastania. W codziennym życiu Maggie towarzyszą jej przyjaciele oraz rodzeństwo: starszy brat Aldrin, młodszy brat Pupert i siostra Bella. Wspólnie przeżywają różnorodne przygody, ucząc się przy tym odpowiedzialności, przyjaźni i radzenia sobie z wyzwaniami, jakie niesie życie w owadzim społeczeństwie.
Serial ukazuje, jak Maggie balansuje pomiędzy obowiązkami szkolnymi, rodzinnymi a dążeniem do realizacji swoich marzeń. Często napotyka na przeszkody, które testują jej determinację i kreatywność, ale dzięki wsparciu bliskich i własnej pomysłowości udaje jej się je pokonywać. Maggie Brzęczymucha porusza uniwersalne tematy dorastania, takie jak poszukiwanie własnej tożsamości, relacje z rodzeństwem, przyjaźń oraz pierwsze zauroczenia.

## Spis odcinków
| Nr | Tytuł                                 | Premiera             | Kod |
| -- | ------------------------------------- | -------------------- | --- |
| 1  | The Flyinator / Ladybugged            | 17 czerwca 2005      | 103 |
| 2  | Funball / The Science Whatchamacallit | 17 czerwca 2005      | 102 |
| 3  | Germy / The Candidate                 | 24 czerwca 2005      | 101 |
| 4  | Lunchlady / Love Stinks               | 1 lipca 2005         | 104 |
| 5  | The Price of Fame / King Flear        | 8 lipca 2005         | 105 |
| 6  | Rottingmuck Ranch / Bella Con Carney  | 15 lipca 2005        | 110 |
| 7  | Bugsitting / Le Termite               | 22 lipca 2005        | 107 |
| 8  | Pieface / The Hangout                 | 5 sierpnia 2005      | 108 |
| 9  | Slumber Party / Spelling Bees         | 13 sierpnia 2005     | 106 |
| 10 | The Usual Insects / Sister Act        | 17 września 2005     | 111 |
| 11 | Hooligans / Scum Bites                | 24 września 2005     | 116 |
| 12 | The Big Score/Scare Wars              | 22 października 2005 | 113 |
| 13 | Metamorpho Sis / Radio Free Buzzdale  | 12 listopada 2005    | 114 |
| 14 | Those Pesky Roaches / Bugtillion      | 17 grudnia 2005      | 115 |
| 15 | Hot For Tutor / Sick Days inc.        | 7 stycznia 2006      | 112 |
| 16 | Scout of Order / Ant Mines            | 11 lutego 2006       | 109 |
| 17 | Faking History / Bugs on the Brink    | 4 marca 2006         | 118 |
| 18 | Training Days / Honey Striper         | 18 marca 2006        | 117 |
| 19 | Racooooon! / Best, Best Friends       | 22 kwietnia 2006     | 119 |
| 20 | Peskys Unclogged / Club Hopping       | 6 maja 2006          | 120 |
| 21 | Synchronized Flying / Roach Hotel     | 27 maja 2006         | 121 |